# Urbem Romam
Mit der Bulle Urbem Romam gründete Papst Benedikt XIV., geb. Prospero Lambertini, am 4. Januar 1746 offiziell das Register des römischen Adels, indem er die Zusammenstellung einer Liste der römischen Adligen und die Hinterlegung der dazugehörigen Familiennamen und Wappen in den Büchern der Heraldischen Kongregation des römischen Senats, im Kapitol, anordnete.
Papst Benedikt XIV. war mit einem ausgeprägten juristischen und politischen Gespür ausgestattet. Der Zweck der Bulle beschränkte sich auf die Definition der Rolle der römischen Adligen, ihrer Funktionen in der Stadtverwaltung und der Familien, welche die Privilegien genießen konnten. Die Bulle legte die Zusammensetzung, die Attribute und das Einberufungssystem des römischen Adels fest; aber sie trennte innerhalb der Patrizier die päpstlichen Familien von den anderen. Die Regeln dienten der Etablierung der bestehenden römischen Adelsfamilien und der Aufnahme neuer Familien. Es ging um die Materie, sowohl aus heraldischer Sicht als auch aus administrativer Sicht. Die Römer wurden daher daran gehindert, den Titel in öffentlichen und privaten Akten zu verwenden, wenn sie nicht über die notwendigen Voraussetzungen verfügten dem Adel der Stadt zugeordnet zu werden. Diese Verfassung hatte den Effekt, dass sie dem römischen Adel in der Praxis die Ausübung der Stadtgerichtsbarkeit vorbehält, um die römischen Adligen an die städtischen Gepflogenheiten und nicht an den Heiliger Stuhl zu binden und sie so von politischen und religiösen Entscheidungen zu entfernen und auf die administrativen zu begrenzen. Die Adligen müssen in der Praxis Vorfahren unter den Konservatoren, unter den Priestern oder unter den Caporioni von Rom gehabt haben. Das System blieb, bis zum Fall der zeitlichen Macht des Papstes, praktisch unverändert.
Damit eine Person dem römischen Adel zugerechnet werden konnte, war es notwendig, dass der Bewerber schlüssige Beweise vorzulegen hatte, dass sein Vater und seine Mutter und seine väterlichen und mütterlichen Vorfahren zu Familien gehörten, die in splendore et juribus nobilitatis (Glanz und Rechte des Adels) lebten. Der Bewerber musste auch seine Geburtsbescheinigung und die seiner Eltern und Großeltern angeben, um die vier Viertel des Adels zu fixieren. Beweise mussten auch durch die Magistrate der Herkunftsgemeinden erbracht werden. Zu diesen Beweisen gehörten die Ehrentitel, die eingenommenen Positionen, die berühmten Vorfahren. Es mussten auch Beweise für den censo dovizioso (wohlhabender Reichtum) gebracht werden.

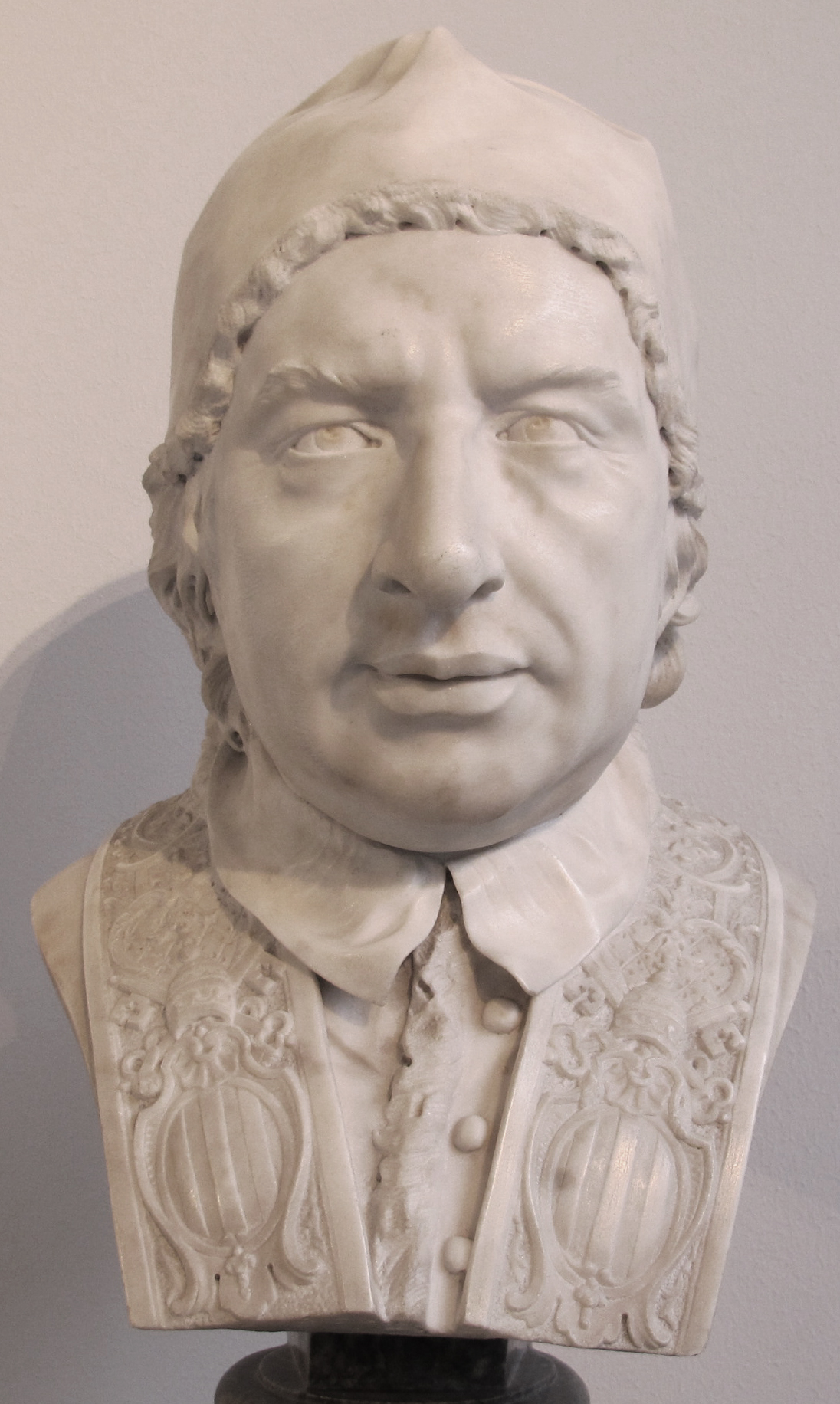
Pietro Bracci, Benedikt XIV. Lambertini

Benedikt XIV. bestätigt auch den Adel der Familien der Päpste, indem er den Neffen, den Söhnen des Bruders des Papstes, den fürstlichen Rang und die Behandlung mit Exzellenz, d. h. eine offizielle Stellung im Staat und die Anerkennung des Adels de jure, also ohne Beweis, gibt. Im Goldenen Buch wurden 180 Familien aufgeführt, die Anspruch auf den Titel eines römischen Patriziers hatten, von denen 60 den römischen Patrizierstitel Coscritto hatten.
Das Goldene Buch des römischen Adels wurde von den Jakobinern während der Römischen Republik (1798–1799) verbrannt.
In den Jahren zwischen 1839 und 1847 wurde ein neues Goldenes Buch zusammengestellt und im Historischen Archiv des Kapitols aufbewahrt. Der Maler Giovanni Rust wurde mit der Aufgabe betraut, auf Pergamentblättern die edlen Wappen der römischen Adelsfamilien zu malen und das Titelblatt des Goldenen Buches mit Miniaturen und den Insignien der Stadt Rom und des amtierenden Pontifex reichlich auszuschmücken. Der Kodex ist in rotem Samt gebunden und an den Ecken, auf dem Rücken und auf der Vorderseite mit vergoldeten Bronzen von Guglielmo Hopfgarten verziert. Es werden 335 Familien aufgeführt, die den Titel eines römischen Patriziers erhielten.
Laut Gaetano Moronis Fachwörterbuch beliefen sich die Kosten um 1840 für jeden Bewerber auf 113,35 Scudi; nicht enthalten waren jedoch: die silberne Box für das Siegel, die Kopie und Bindung des Diploms, die Abfassung der Schrift und die Kopien für die Mitglieder der Gemeinschaft, für die zusätzliche 150 Scudi hinzugerechnet werden mussten. Laut einer neuen Bestimmung – so Moroni – mussten die Untertanen des österreichischen Kaiserreichs eine Erlaubnis des Botschafters ihres Landes haben.